# Dương Minh Hải
Dương Minh Hải là một sĩ quan cấp cao trong Quân đội nhân dân Việt Nam, hàm Đại tá, Tiến sĩ, nguyên Viện phó rồi Viện trưởng Viện Kỹ thuật Hải quân (2018-2024),  Phó Cục trưởng rồi Cục trưởng Cục Khoa học Quân sự (11/2024 - 03/2025) - nay

## Thân thế và sự nghiệp
Ông sinh năm 1973, quê Thanh Bình, Quảng Xuân, Quảng Trạch, Quảng Bình.
Ông từng nghiên cứu sinh tại Viện Kỹ thuật Hải quân.
Năm 2018, bổ nhiệm giữ chức Viện phó Viện Kỹ thuật Hải quân.
Năm 2020, bổ nhiệm giữ chức Viện trưởng Viện Kỹ thuật Hải quân.
Tháng 11-2024, bổ nhiệm giữ chức Phó Cục trưởng Cục Khoa học Quân sự.
Tháng 03-2025, bổ nhiệm giữ chức Cục trưởng Cục Khoa học Quân sự.

## Lịch sử thụ phong
- Thượng tá (2016)
- Đại tá (2020)

## Khen thưởng
- Học hàm Tiến sĩ Khoa học tại Viện Hàn lâm Khoa học Nga РАН (RAN) - 2016
- Huy chương Quân kỳ quyết thắng.
- Huy chương Chiến sĩ vẻ vang hạng Nhất, Nhì, Ba.
- Huân chương Chiến công hạng Nhất.